# Lijst van hoogste gebouwen van Den Haag

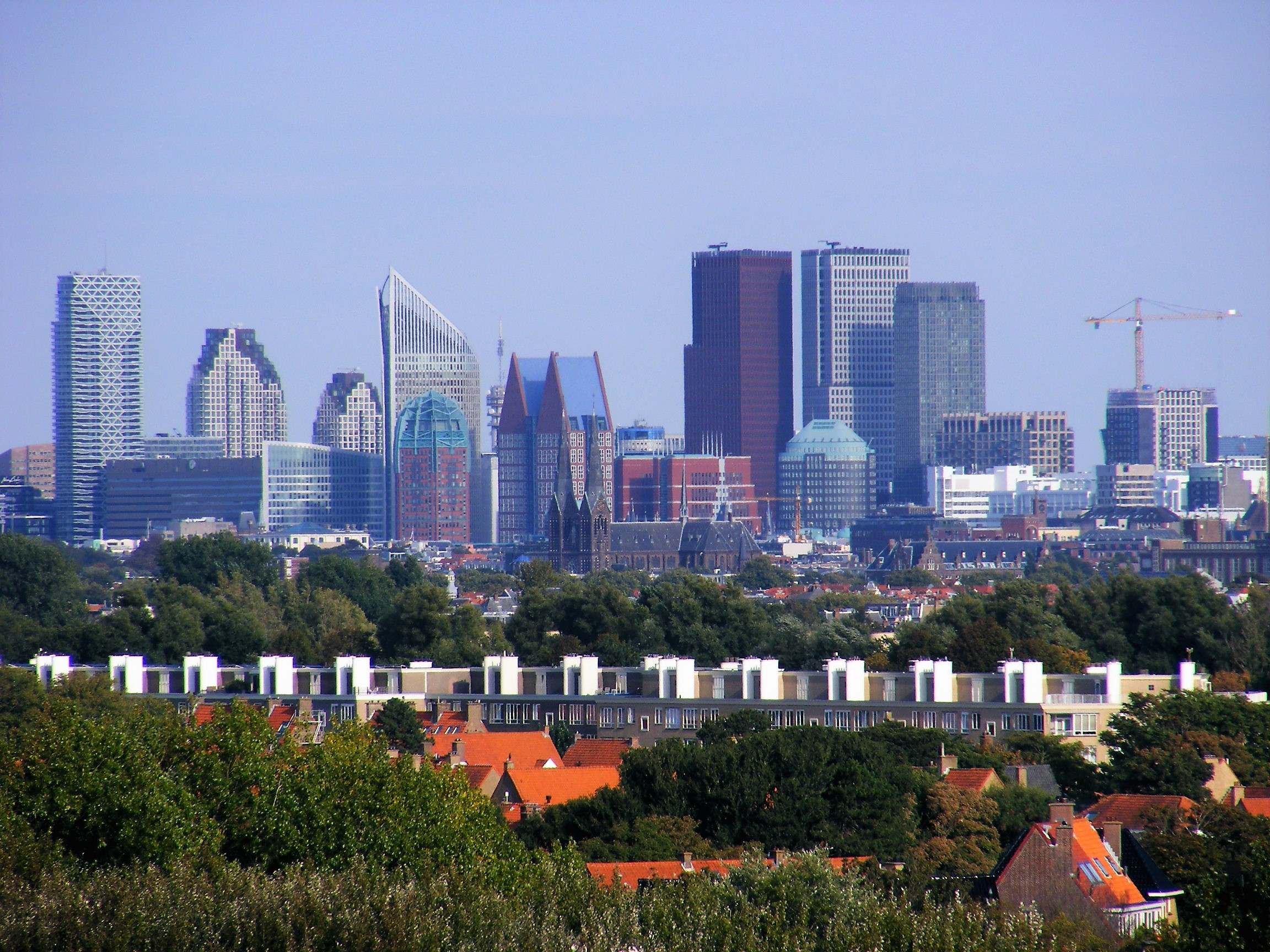
Foto van de skyline van Den Haag.

De onderstaande lijst geeft een overzicht van de hoogste gebouwen in de stad Den Haag met een minimum van 75 meter. De hoogtes zijn overgenomen van de internationale website voor hoogbouw: Emporis, tenzij anders is vermeld. Enkele overige bouwwerken (het Bouwbesluit onderscheidt gebouwen en bouwwerken) en geplande gebouwen staan onderaan in aparte lijsten.

## Hoogste bouwwerken
|     | Naam                                    | Hoogte                     | Voltooid                            | Bijnaam                           | Foto                                      |
| --- | --------------------------------------- | -------------------------- | ----------------------------------- | --------------------------------- | ----------------------------------------- |
| 1/2 | Ministerie van Binnenlandse Zaken       | 146 m                      | december 2012                       | JuBi-torens                       | Het Ministerie van Justitie en Veiligheid |
| 1/2 | Ministerie van Veiligheid en Justitie   | 146 m                      | december 2012                       | JuBi-torens                       | Het Ministerie van Veiligheid en Justitie |
| 3   | Hoftoren                                | 142 m                      | 2003                                | De Vulpen                         | De Hoftoren                               |
| 4   | New Babylon I City Tower                | 141,8 m (met mast 157,8 m) | 2012                                |                                   | New Babylon                               |
| 5   | Het Strijkijzer                         | 132 m (met mast 136 m)     | 2007                                |                                   |                                           |
| 6   | De Kroon                                | 131,5 m                    | 2011                                |                                   |                                           |
| 7   | Grotius I                               | 120 m                      | 2022                                |                                   |                                           |
| 8   | Prinsenhof Toren D/E World Trade Center | 109,5 m (met masten 128 m) | 2006                                | De Afstandsbediening              |                                           |
| 9   | Castalia                                | 104 m                      | 1998                                | De Haagse tieten                  |                                           |
| 10  | New Babylon II Park Tower               | 101 m                      | 2011                                |                                   |                                           |
| 11  | Grotius II                              | 100 m                      | 2022                                |                                   |                                           |
| 12  | Sint-Jacobuskerk                        | 94 m                       | 1878                                |                                   |                                           |
| 13  | Haagse Toren                            | 93 m                       | 1424                                |                                   |                                           |
| 14  | Adagio                                  | 93 m                       | 2023                                |                                   |                                           |
| 15  | Zurichtoren                             | 88 m                       | 1998                                | De Citruspers                     |                                           |
| 16  | Bolero                                  | 85 m                       | 2022                                |                                   |                                           |
| 17  | Leonardo da Vinci I                     | 83 m                       | 1998                                |                                   |                                           |
| 18  | Vredespaleis                            | 80 m                       | 1913                                |                                   |                                           |
| 19  | Muzentoren                              | 78 m                       | 2000                                |                                   |                                           |
| 20  | Witte Anna                              | 77 m (met antenne 84 m)    | 1987                                | De Keukenrol en/of Sapphire Tower |                                           |
| 21  | De Hoge Regentesse                      | 76 m                       | 2020 Hoogste punt: februari 2020.   |                                   |                                           |
| 22  | Prinsenhof Toren A/H                    | 75 m                       | 2006                                |                                   |                                           |
| 22  | Prinsenhof Toren A/H                    | 75 m                       | 2006                                |                                   |                                           |
| 22  | Prinsenhof Toren A/H                    | 75 m                       | 2006                                |                                   |                                           |
| 25  | Centre Court                            | 75 m                       | 2003                                |                                   |                                           |
| 26  | Pharos                                  | 75 m (met mast 80 m)       | 2009                                |                                   |                                           |
| 27  | Malietoren                              | 75 m                       | 1996                                |                                   |                                           |
| 28  | Hoofdkantoor PostNL                     | 75 m                       | 1986                                | De Groene Toren                   |                                           |
| 29  | Zilveren Toren                          | 75 m                       | 1969                                |                                   |                                           |
| 30  | Stadsdeelkantoor Escamp                 | 75 m                       | 2011 Hoogste punt: najaar van 2010. |                                   |                                           |
| 31  | Wijnhavenkwartier                       | 75 m                       | 2016                                |                                   |                                           |
| 32  | The Y                                   | 75 m                       | 2017                                |                                   |                                           |
| 33  | Binck City Park                         | 75 m                       | 2025                                |                                   |                                           |

## Overige bouwwerken

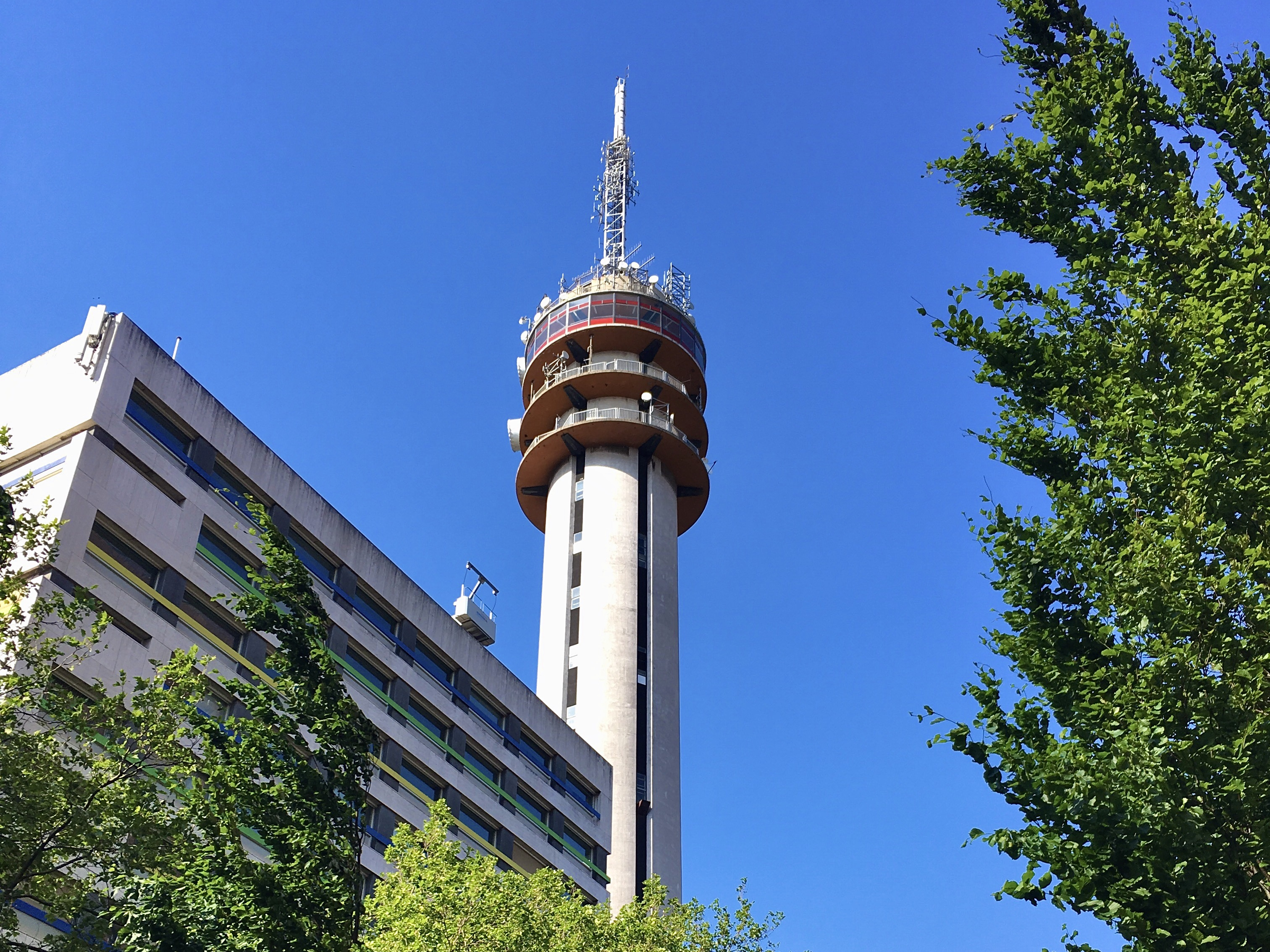
Zendmast aan de Louise Henriëttestraat in Bezuidenhout (2020)

Behalve gebouwen staan er in Den Haag ook nog andere hoge bouwwerken:
- Op het industrieterrein Zichtenburg staat sinds 2007 een 154 m hoge zendmast van Digitenne.
- In de Vlietzone staat een windturbine van 97 m hoogte, waar de wieken tot 153 m hoogte reiken.[6]
- In het Beatrixkwartier staat aan de Louise Henriëttestraat de 100 m (met antenne 133 m) hoge Zendmast Bezuidenhout van Cellnex Telecom uit 1965.[7][8]
- Er staat ook een zendmastenpark bij de haven van Scheveningen met zendmasten boven de 100 m.
- Er staan twee 100 m hoge schoorstenen op het Gemeentelijk industrieterrein.

## Toekomstige hoge gebouwen

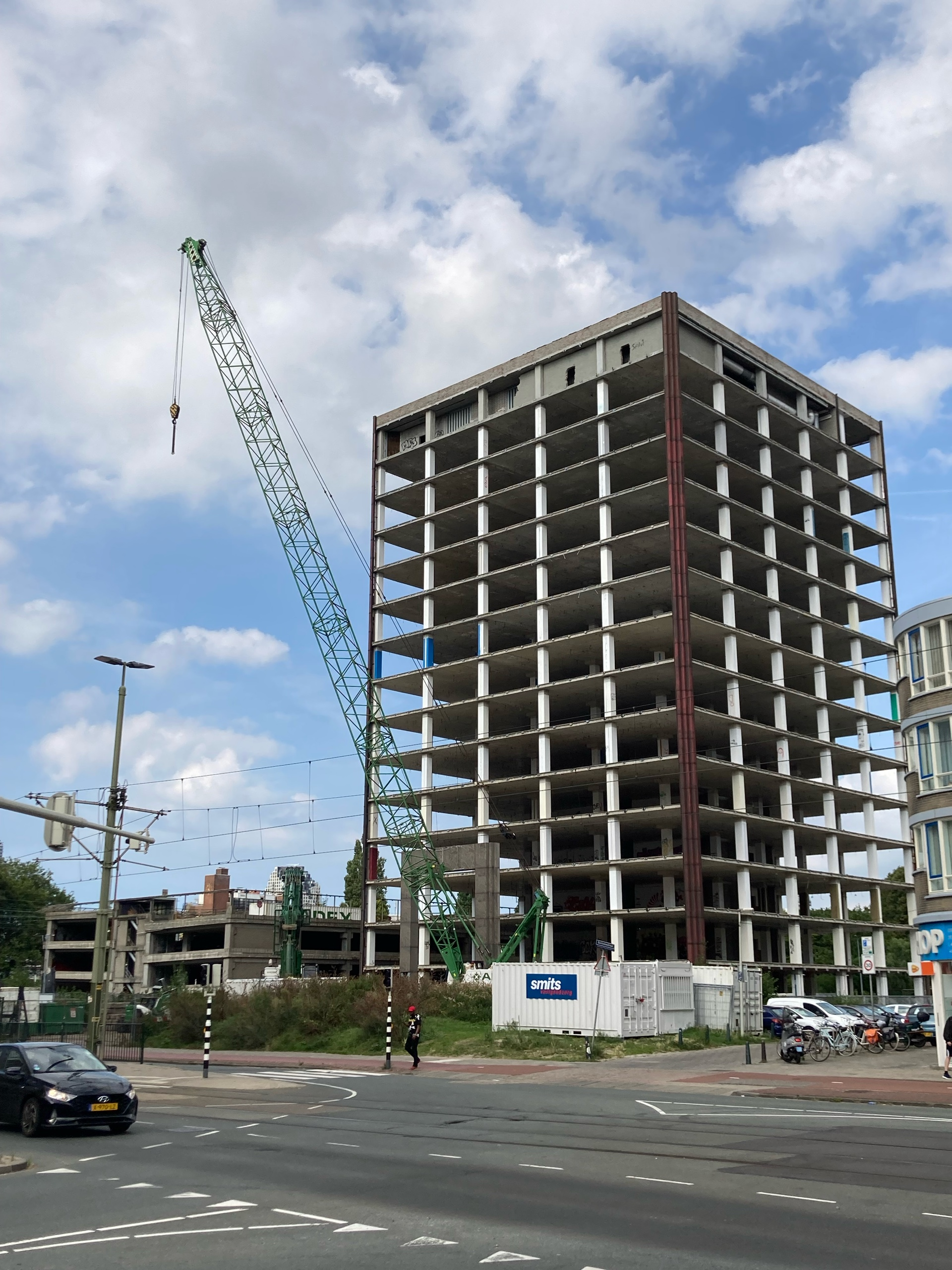
Locatie waar The Grace zal worden gebouwd.

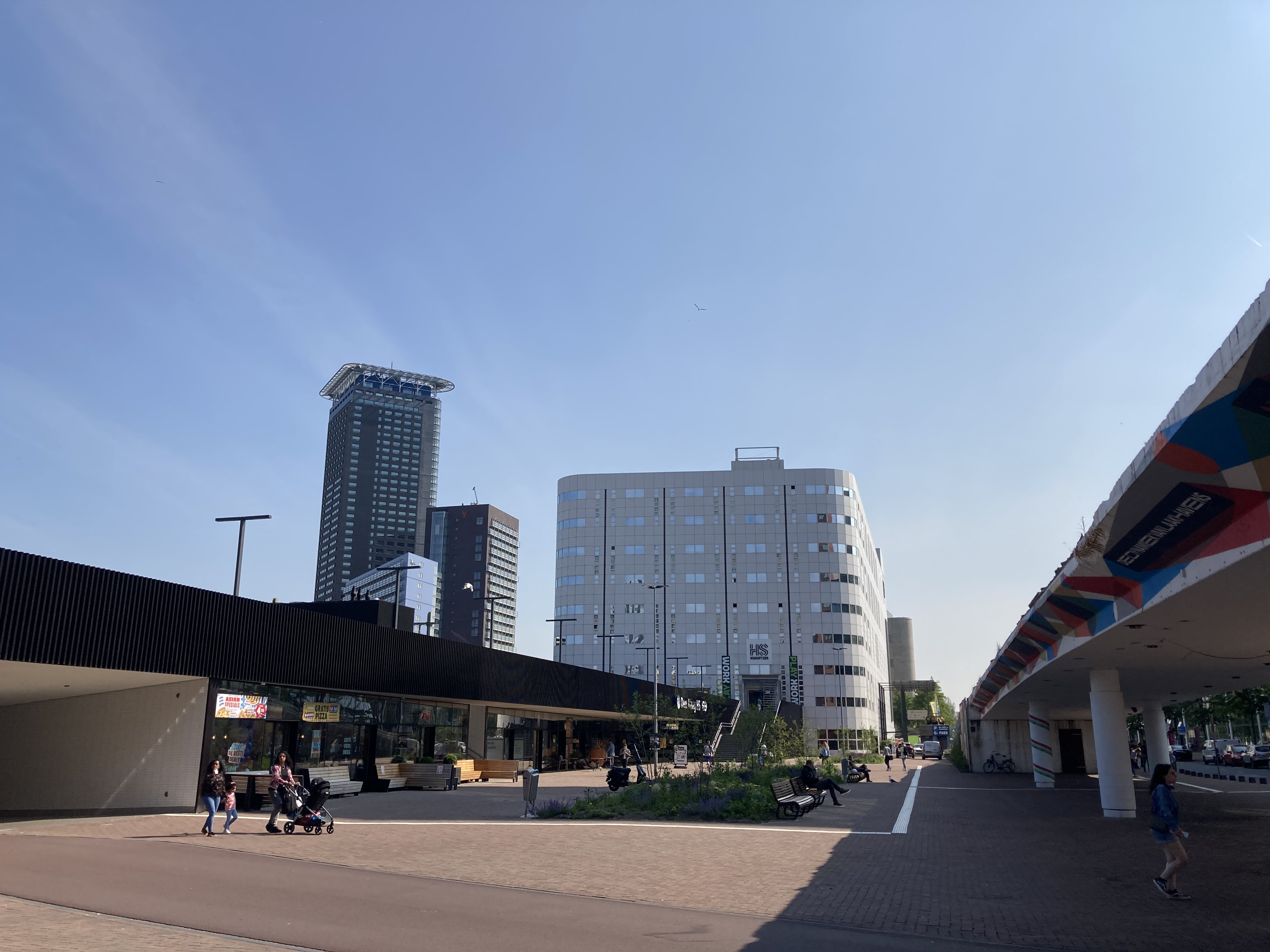
Locatie van de Globe-kavel.

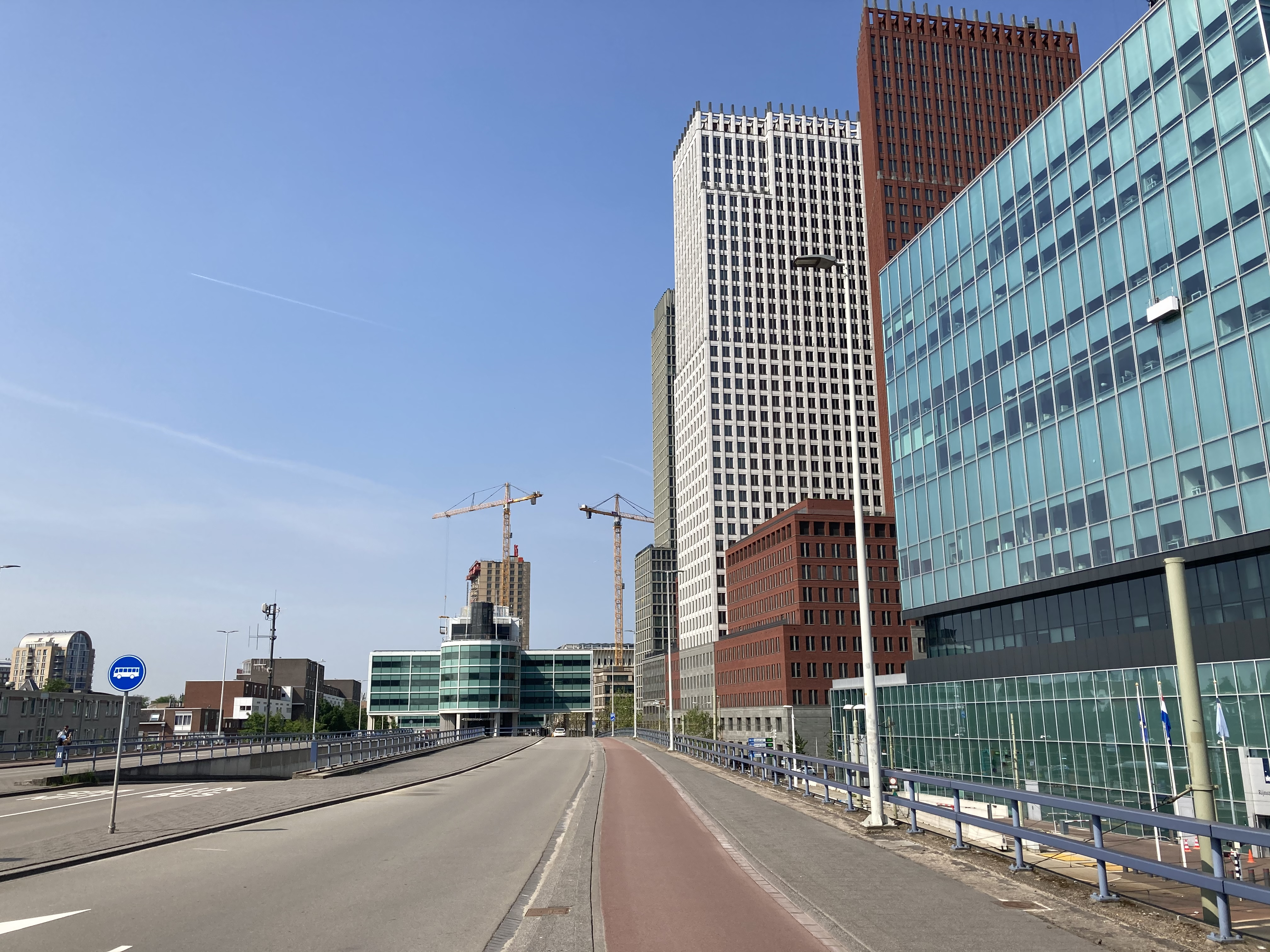
Locatie van de toekomstige Hooghe Rijn na gedeeltelijk afbraak van het viaduct.

De gemeente Den Haag ondersteunt de vernieuwing van de stad met complexe ontwikkelingsplannen als Den Haag Nieuw Centrum (DHNC) en de opvolger Central Innovation District (CID). De onderstaande projecten zijn de toekomstige gebouwen binnen de plannen boven de 75 meter.
| #   | Naam                                 | Hoogte  | oplevering | Status          |
| --- | ------------------------------------ | ------- | ---------- | --------------- |
| 1.  | Bellevue toren 1 (Centrum)           | 180 m ± | —          | In ontwerp      |
| 2.  | Bellevue toren 2 (Centrum)           | 180 m ± | —          | In ontwerp      |
| 3.  | Escher Gardens 1 (Laakhaven-Oost)    | 165 m   | 2029       | In ontwikkeling |
| 4.  | HS Kwartier toren 1 (Laakhaven-Oost) | 160 m ± | —          | In ontwerp      |
| 5.  | Escher Gardens 2 (Laakhaven-Oost)    | 156 m   | 2029       | In ontwikkeling |
| 6.  | De Hooghe Rijn (Centrum)             | 150 m ± | —          | In ontwerp      |
| 7.  | Campusboulevard toren 1 (Centrum)    | 145 m ± | —          | In ontwerp      |
| 8.  | HS Kwartier toren 2 (Laakhaven-Oost) | 140 m ± | —          | In ontwerp      |
| 9.  | The Grace toren 1 ((Laakhaven-Oost)  | 139 m   | 2028       | In ontwikkeling |
| 10. | KB-kavel (Bezuidenhout)              | 135 m ± | —          | In ontwerp      |
| 11. | Campusboulevard toren 2 (Centrum)    | 130 m ± | —          | In ontwerp      |
| 12. | The Blox (Binckhorst)                | 130 m   | 2027       | In aanbouw      |
| 13. | De Laak toren 1 (Laakhaven-West)     | 120 m   | —          | In ontwikkeling |
| 14. | De Tuinen van Laak (Laakhaven-West)  | 120 m   | —          | In ontwikkeling |
| 15. | The Stage (Laakhaven-West)           | 115 m   | —          | In ontwikkeling |
| 16. | BoogieWood (Binckhorst)              | 110 m   | 2027       | In ontwikkeling |
| 17. | The Embrace toren 1 (Laakhaven-West) | 110 m   | —          | In ontwikkeling |
| 18. | The Grace toren 2 (Laakhaven-Oost)   | 105 m   | 2028       | In ontwikkeling |
| 19. | De Bincker (Binckhorst)              | 104 m   | —          | In ontwikkeling |
| 20. | LEVELS (Moerwijk)                    | 100 m   | —          | In ontwikkeling |
| 21. | KJ-toren 1 (Stationsbuurt)           | 93 m    | —          | In aanbouw      |
| 21. | KJ-toren 2 (Stationsbuurt)           | 93 m    | —          | In aanbouw      |
| 23. | The Embrace toren 2 (Laakhaven-West) | 90 m    | —          | In ontwikkeling |
| 24. | De Laak toren 2 (Laakhaven-West)     | 80 m    | —          | In ontwikkeling |
| 25. | One Milky Way (Binckhorst)           | 77 m    | 2025       | In aanbouw      |
| 26. | Rijkskantoor JvS (Bezuidenhout)      | 76 m    | 2027       | In ontwikkeling |
| 27. | Vlietpoort (Stationsbuurt)           | 75 m    | 2028       | Vertraagd       |
| 28  | Maestro (Bouwlust)                   | 75 m    | —          | In aanbouw      |
| 29. | AnnA / SZ&W-kavel (Bezuidenhout)     | 75 m    | —          | In ontwerp      |